# Oryzias nigrimas
Oryzias nigrimas är en fiskart som beskrevs av Kottelat, 1990. Oryzias nigrimas ingår i släktet Oryzias och familjen Adrianichthyidae. IUCN kategoriserar arten globalt som sårbar. Inga underarter finns listade i Catalogue of Life.